# Courtney Gains
Courtney Gains (Los Angeles, 22 augustus 1965) is een Amerikaans acteur, filmproducent, filmregisseur, scenarioschrijver en muzikant.

## Biografie
Gains is naast acteur ook actief als muzikant, hij heeft eenmalig opgetreden met Phish en heeft zelf ook een album uitgebracht.

## Filmografie

### Films
Selectie:
- 2002 Sweet Home Alabama – als sheriff Wade
- 1990 Memphis Belle – als sergeant Eugene McVey
- 1989 The 'Burbs – als Hans Klopek
- 1988 Colors – als Whitey
- 1985 Back to the Future – als Dixon
- 1984 Children of the Corn – als Malachai

### Televisieseries
Selectie:
- 2015 Texas Rising - als Cole Hornfischer - 4 afl.
- 2014 We Are Angels - als Parro - 3 afl.
- 2003-2004 The Guardian – als Roy Cantwell – 5 afl.
- 1993 In the Heat of the Night – als Coley Hiffern – 2 afl.

### Computerspellen
- 2023 Grand Theft Auto Online: The Last Dose - als Labrat
- 2022  Grand Theft Auto Online: Los Santos Drug Wars - als Labrat
- 2011 L.A. Noire – als Eli Rooney
- 1994 Wing Commander III: Heart of the Tiger – als luitenant Ted Rollins

### Filmproducent
- 2019 Candy Corn - film
- 2017 9/11 - film
- 2009 Benny Bliss and the Disciples of Greatness – film
- 2009 Sibling Rivalry – film
- 2006 The Phobic – film
- 2003 Dorm Daze – film

### Filmregisseur
- 2019 Symptoms - korte film
- 2016 Wild Cardz - televisieserie

### Scenarioschrijver
- 2009 Benny Bliss and the Disciples of Greatness – film

- Bibliothèque nationale de France: cb14179712f (data)
- International Standard Name Identifier: 0000 0001 1471 4010
- Library of Congress Control Number: nr2004012217
- Virtual International Authority File: 44248671
- WorldCat: E39PBJv8JQHkVwP99cvDm8C4v3